# Rallye Monte Carlo 2002

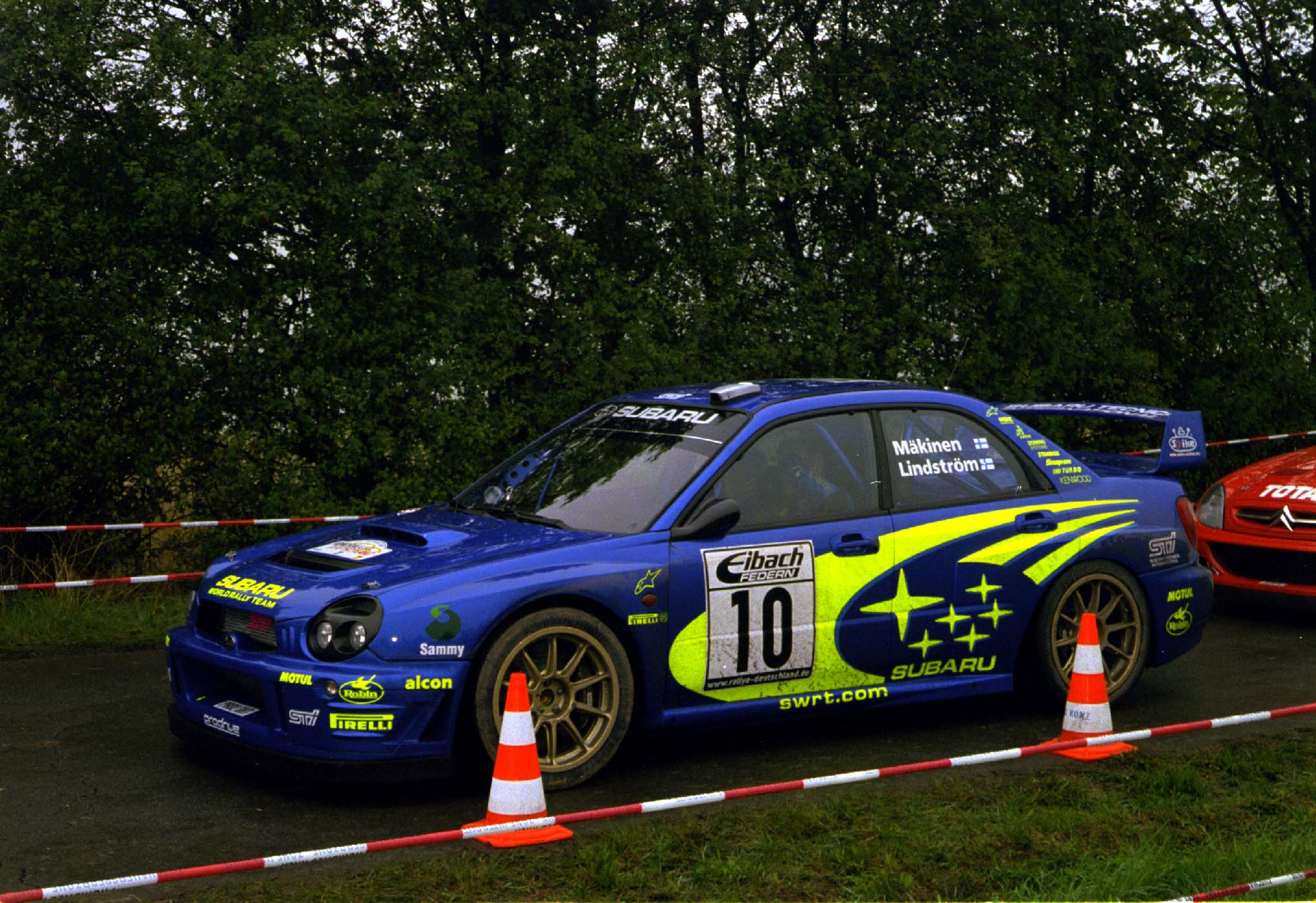
Tommi Mäkinen mit dem Subaru Impreza S7 WRC im Jahr 2002.

Die 70. Rallye Monte Carlo war der 1. Lauf zur Rallye-Weltmeisterschaft 2002. Sie fand vom 18. bis zum 20. Januar in der Region von Monaco statt. Von den 15 geplanten Wertungsprüfungen wurde eine (2) abgesagt.

## Klassifikationen

### Endergebnis
| Rang | Fahrer              | Co-Pilot         | Auto                   | Zeit (Std./Min./Sek.) | Rückstand Sieger (Min./Sek.) Rückstand V (Min./Sek.) |
| ---- | ------------------- | ---------------- | ---------------------- | --------------------- | ---------------------------------------------------- |
| 1    | Tommi Mäkinen       | Kaj Lindström    | Subaru Impreza S7 WRC  | 3:59:30.7             | 0:00.0                                               |
| 2    | Sébastien Loeb      | Daniel Elena     | Citroën Xsara WRC      | 4:00:44.8             | 1:14.1                                               |
| 3    | Carlos Sainz senior | Luis Moya        | Ford Focus RS WRC      | 4:00:46.4             | 1:15.7 0:01.6                                        |
| 4    | Colin McRae         | Nicky Grist      | Ford Focus RS WRC      | 4:01:28.7             | 1:58.0 0:42.3                                        |
| 5    | Marcus Grönholm     | Timo Rautiainen  | Ford Focus RS WRC      | 4:01:38.1             | 2:07.4 0:09.4                                        |
| 6    | Petter Solberg      | Phil Mills       | Subaru Impreza S7 WRC  | 4:02:00.3             | 2:29.6 0:22.2                                        |
| 7    | Gilles Panizzi      | Hervé Panizzi    | Peugeot 206 WRC        | 4:02:50.8             | 3:20.1 0:50.5                                        |
| 8    | Richard Burns       | Robert Reid      | Peugeot 206 WRC        | 4:03:47.1             | 4:16.4 0:56.3                                        |
| 9    | François Delecour   | Daniel Grataloup | Mitsubishi Lancer WRC  | 4:05:06.4             | 5:35.7 1:19.3                                        |
| 10   | Toni Gardemeister   | Paavo Lukander   | Škoda Octavia WRC Evo2 | 4:06:13.1             | 6:42.4 1:06.7                                        |

Insgesamt wurden 26 von 55 gemeldeten Fahrzeuge klassiert:

### Wertungsprüfungen
| Tag            | WP                               | Name                      | Länge    | Start MESZ     | Gewinner            | Co-Pilot              | Auto                  | Zeit          | Leader              |
| Tag 1 18. Jan. |                                  |                           |          |                |                     |                       |                       |               |                     |
| -------------- | -------------------------------- | ------------------------- | -------- | -------------- | ------------------- | --------------------- | --------------------- | ------------- | ------------------- |
| Tag 1 18. Jan. | WP1                              | Selonnet – Turriers 1     | 28,74 km | 09:48          | Carlos Sainz senior | Luis Moya             | Ford Focus RS WRC     | 17:54.3       | Carlos Sainz senior |
| Tag 1 18. Jan. | WP2                              | Sisteron – Thoard 1       | 36,73 km | 11:06          | abgesagt            | abgesagt              | abgesagt              | abgesagt      | Carlos Sainz senior |
| Tag 1 18. Jan. | WP3                              | Selonnet – Turriers 2     | 28,74 km | 13:39          | Petter Solberg      | Phil Mills            | Subaru Impreza S7 WRC | 17:15.9       | Tommi Mäkinen       |
| Tag 1 18. Jan. | WP4                              | Sisteron – Thoard 2       | 36,73 km | 14:57          | Sébastien Loeb      | Daniel Elena          | Citroën Xsara WRC     | 23:41.1       | Sébastien Loeb      |
| Tag 1 18. Jan. | WP5                              | Puget Théniers – Toudon 1 | 26,76 km | 18:25          | Sébastien Loeb      | Daniel Elena          | Citroën Xsara WRC     | 17:44.7       | Sébastien Loeb      |
| Tag 2 19. Jan. |                                  |                           |          |                |                     |                       |                       |               | Sébastien Loeb      |
| WP6            | Pont de Clans – Villars sur Var  | 12,08 km                  | 10:08    | Petter Solberg | Phil Mills          | Subaru Impreza S7 WRC | 09:44.5               |               | Sébastien Loeb      |
| WP7            | Puget Théniers – Toudon 2        | 26,76 km                  | 10:51    | Sébastien Loeb | Daniel Elena        | Citroën Xsara WRC     | 17:30.7               |               | Sébastien Loeb      |
| WP8            | Coaraze – Loda 1                 | 23,05 km                  | 13:49    | Tommi Mäkinen  | Kaj Lindström       | Subaru Impreza S7 WRC | 15:56.6               |               | Sébastien Loeb      |
| WP9            | La Bollène – Turini - Moulinet 1 | 23,47 km                  | 14:32    | Tommi Mäkinen  | Kaj Lindström       | Subaru Impreza S7 WRC | 10:25.1               |               | Sébastien Loeb      |
| WP10           | Coaraze – Loda 2                 | 23,05 km                  | 18:09    | Sébastien Loeb | Daniel Elena        | Citroën Xsara WRC     | 16:08.2               |               | Sébastien Loeb      |
| WP11           | La Bollène – Turini - Moulinet 2 | 23,47 km                  | 18:56    | Tommi Mäkinen  | Kaj Lindström       | Subaru Impreza S7 WRC | 16:21.4               | Tommi Mäkinen |                     |
| Tag 3 20. Jan. |                                  |                           |          |                |                     |                       |                       | Tommi Mäkinen |                     |
| WP12           | Sospel – Turini - La Bollène 1   | 32,85 km                  | 09:13    | Petter Solberg | Phil Mills          | Subaru Impreza S7 WRC | 22:38.4               | Tommi Mäkinen |                     |
| WP13           | Loda – Lucéram 1                 | 16,55 km                  | 10:08    | Sébastien Loeb | Daniel Elena        | Citroën Xsara WRC     | 12:03.9               | Tommi Mäkinen |                     |
| WP14           | Sospel – Turini - La Bollène 2   | 32,85 km                  | 12:33    | Petter Solberg | Phil Mills          | Subaru Impreza S7 WRC | 22:02.2               | Tommi Mäkinen |                     |
| WP15           | Loda – Lucéram 2                 | 16,55 km                  | 13:28    | Petter Solberg | Phil Mills          | Subaru Impreza S7 WRC | 11:52.7               | Tommi Mäkinen |                     |

### Gewinner Wertungsprüfungen
| WP               | Anzahl | Fahrer         | Auto                  |
| ---------------- | ------ | -------------- | --------------------- |
| 3, 6, 12, 14, 15 | 5      | Petter Solberg | Subaru Impreza S7 WRC |
| 4, 5, 7, 10, 13  | 5      | Sébastien Loeb | Citroën Xsara WRC     |
| 8, 9, 11         | 3      | Tommi Mäkinen  | Subaru Impreza S7 WRC |
| 1                | 1      | Carlos Sainz   | Ford Focus RS WRC     |

### Fahrer-Weltmeisterschaft
| Pos. | Fahrer          | Punkte |
| ---- | --------------- | ------ |
| 1    | Tommi Mäkinen   | 10     |
| 2    | Sébastien Loeb  | 6      |
| 3    | Carlos Sainz    | 4      |
| 4    | Colin McRae     | 3      |
| 5    | Marcus Grönholm | 2      |

### Herstellerwertung
| Pos. | Team    | Punkte |
| ---- | ------- | ------ |
| 1    | Subaru  | 12     |
| 2    | Ford    | 10     |
| 3    | Peugeot | 4      |